# Creys-Mépieu

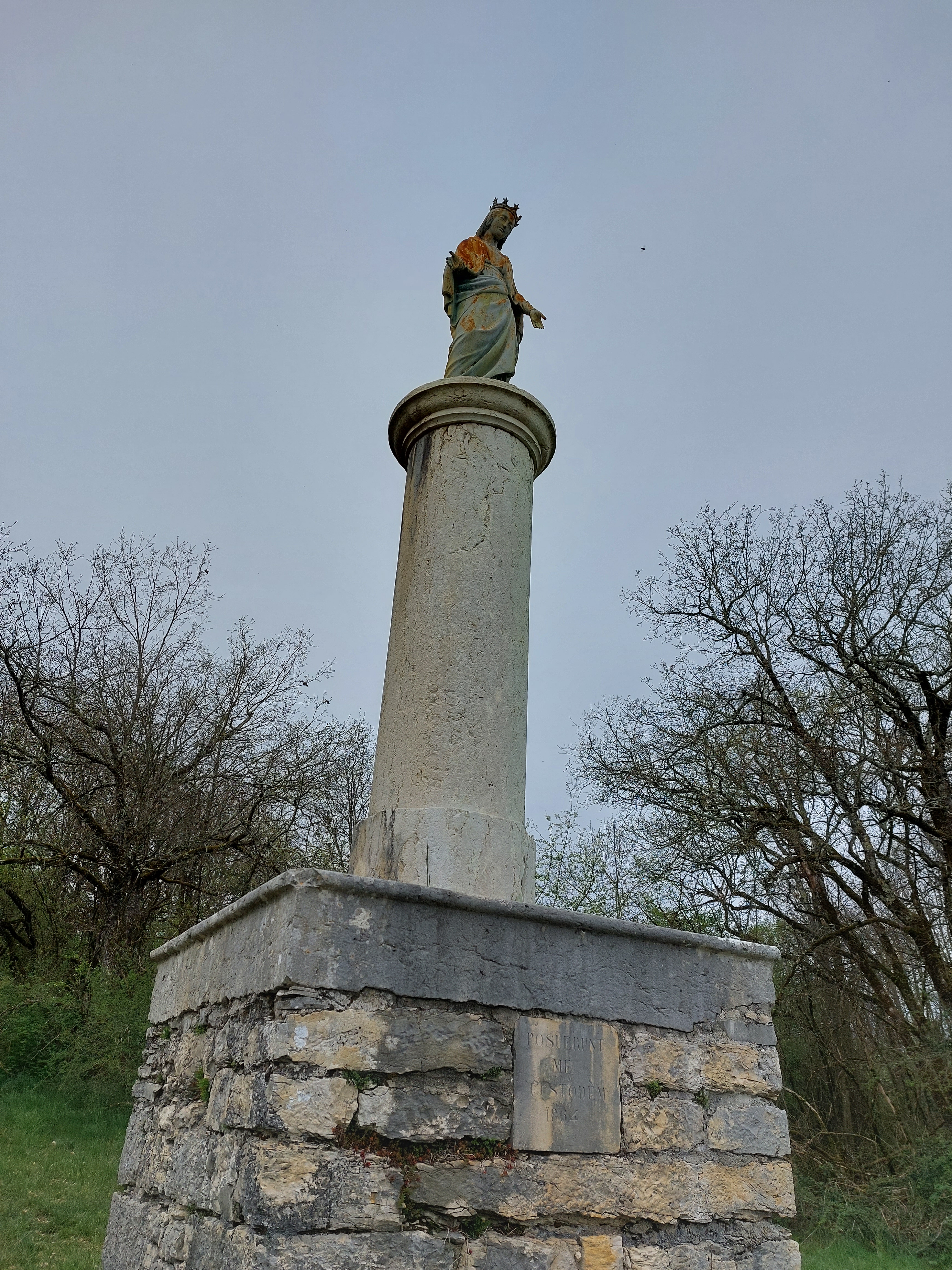
La colonna dedicata a Maria, all'uscita di Creys.

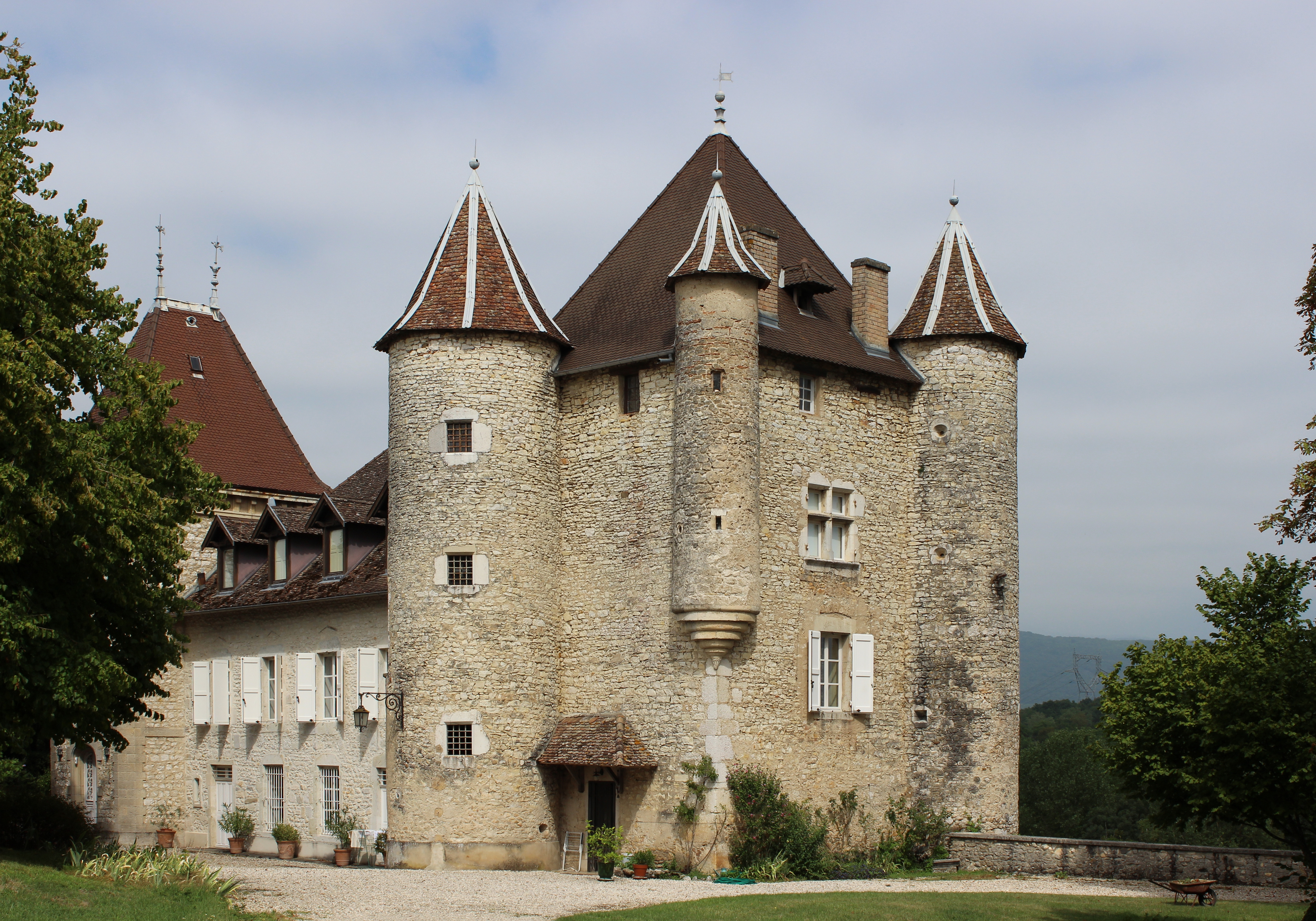
Il castello di Mépieu.

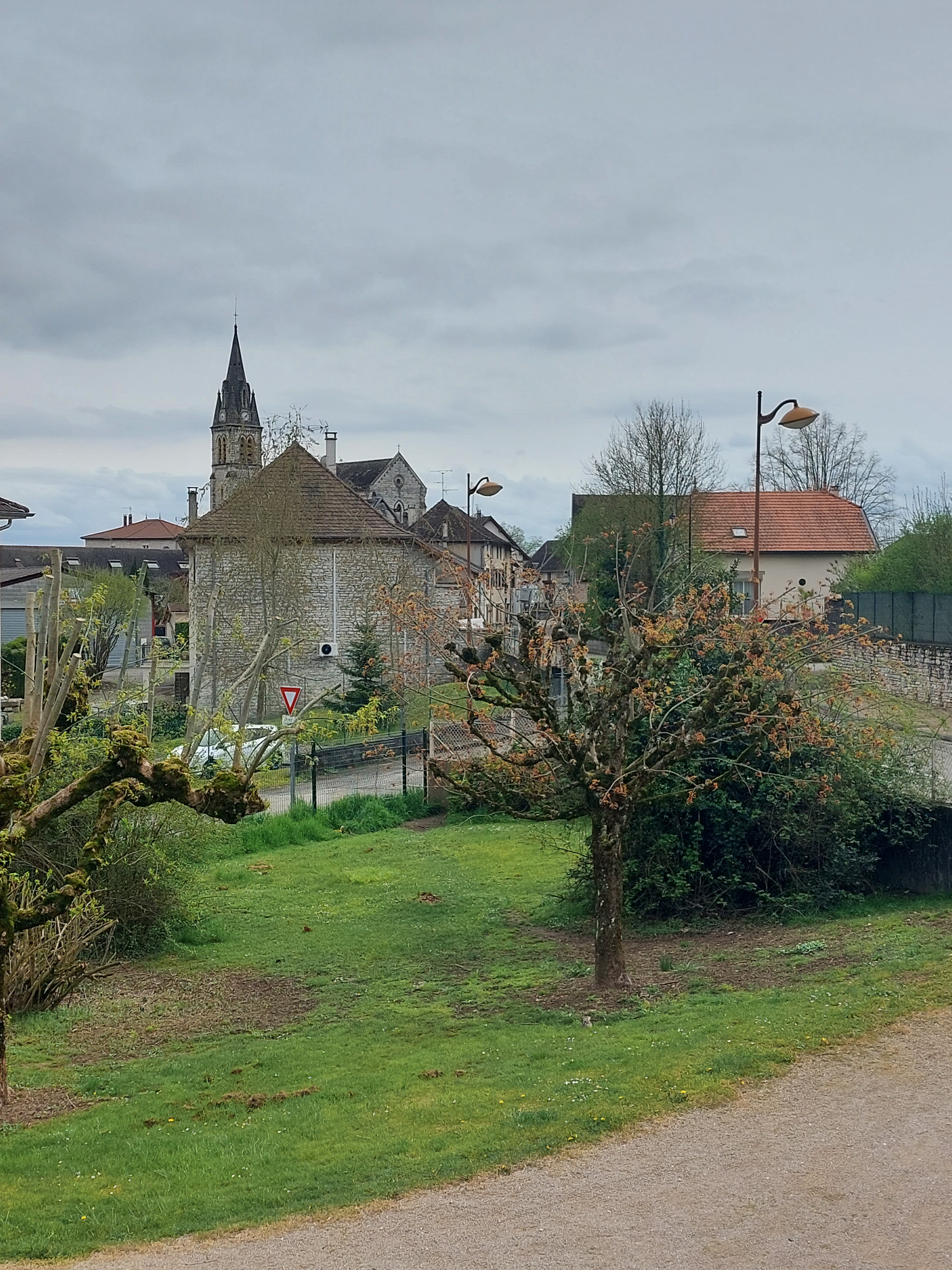
Scorcio di Creys dalla Grande Rue.

Creys-Mépieu è un comune francese di 1 389 abitanti situato nel dipartimento dell'Isère della regione dell'Alvernia-Rodano-Alpi.
Nato, nel 1989, dalla fusione di due vecchi comuni, aderisce alla "Communauté de communes Les Balcons du Dauphiné" con sede a Saint-Chef. Sul suo territorio è posto il sito nucleare di Creys-Malville, cononosciuto sotto il nome di Centrale elettronucleare Super-Phénix sulle rive del Rodano. 
Degno di nota è il castello di de Mérieu, iscritto nella lista dei monumenti storici.
I suoi abitanti si chiamano Creypieulans.

## Storia
La regione dell'isola di Crémieu si trova nella parte occidentale dell'antico territorio degli Allobrogi, un gruppo di tribù galliche che occupavano l'ex Savoia, così come la parte del Delfinato, situata a nord del fiume Isère. Tra il 1790 e il 1794, Creys si fuse con Pusignieu per formare il comune di Creys-et-Pusignieu.
Creato con decreto prefettizio dell'11 agosto 1994, Creys-Mépieu è nato dalla fusione dei comuni di Creys-Pusignieu e Mépieu che erano associati dal 29 settembre 1989.

## Monumenti e luoghi d'interesse
- Castello di Mérieu: registrato come monumento storico con decreto del 9 giugno 1987, si trova su una terrazza che domina il Rodano e di fronte alle montagne del Bugey, all'ingresso della gola del Malarage, due chilometri a est del villaggio di Creys;
- Colonna della Vergine, visibile dalla statale, all'uscita del paese:
- Chiesa parrocchiale di Saint-Maurice de Creys (risalente alla fine del XIX secolo);
- Chiesa parrocchiale di Saint-Pierre de Mépieu (risalente al XIII secolo e in gran parte ricostruita nel XIX secolo);
- Monumenti ai caduti di Creys e Mépieu;
- Castello della Poype, del XII secolo;
- Roccaforte di Rochevieille, del XIII secolo;
- Monastero di Saint-Alban, del XII o XIII secolo;
- Castello di Mépieu, dal XV al XIX secolo

## Società

### Evoluzione demografica
Abitanti censiti